# آریل هاروش
آریل هاروش (عبری: אריאל הרוש‎؛ زادهٔ ۲۵ مهٔ ۱۹۸۸) بازیکن فوتبال اهل اسرائیل است.
از باشگاه‌هایی که در آن بازی کرده‌است می‌توان به باشگاه فوتبال بیتار اورشلیم، باشگاه فوتبال هاپوئل تل آویو، و باشگاه فوتبال مکابی نتانیا اشاره کرد.
وی همچنین در تیم‌های ملی فوتبال زیر ۲۱ سال اسرائیل و اسرائیل بازی کرده‌است.